# Xoanodera similis
Xoanodera similis es una especie de escarabajo longicornio del género Xoanodera, tribu Cerambycini, subfamilia Cerambycinae. Fue descrita científicamente por Hüdepohl en 1998.

## Descripción
Mide 25,2 milímetros de longitud.

## Distribución
Se distribuye por Malasia.